# Anthus trivialis

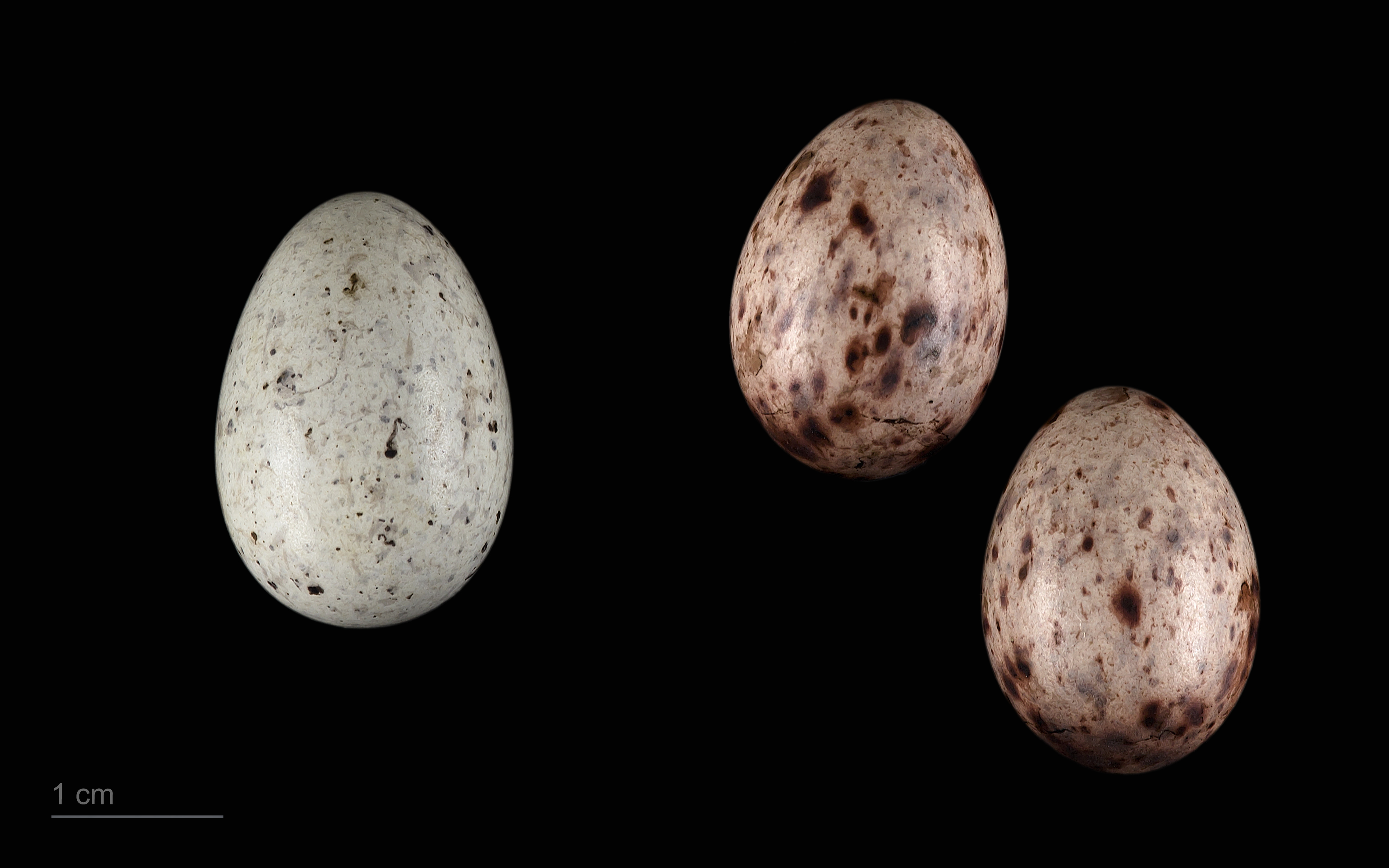
Cuculus canorus canorus en un nido de Anthus trivialis - MHNT

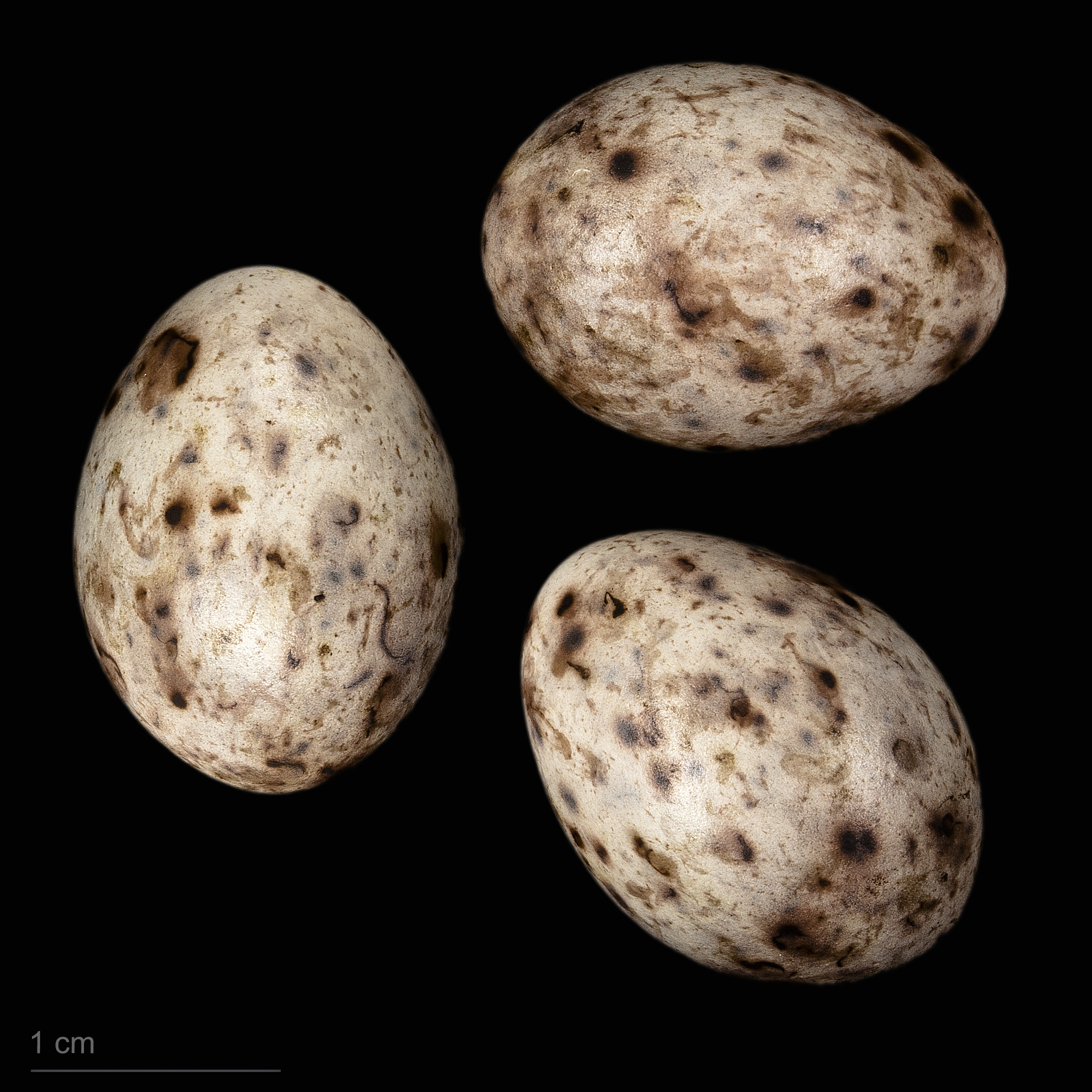
Anthus trivialis trivialis - MHNT

El bisbita arbóreo (Anthus trivialis) es una especie de ave paseriforme de la familia Motacillidae.

## Distribución geográfica
Es migradora, autóctona de buena parte de la Eurasia paleártica; pasa los inviernos en el subcontinente indio y África.